# بوبي كوربيت (كاتبة)
بوبي كوربيت (بالإنجليزية: Poppy Corbett)‏ هي كاتِبة بريطانية، ولدت في 1986.